# Joseph Gregoir
Joseph Jacques Gregoir (Antwerpen, 19 januari 1817 – Elsene 29 oktober 1876) was een Belgisch componist, pianist en muziekpedagoog.
Hij is zoon van koopman Jacques Jean Gregoir en Marie Catherine Huens. Hij is de oudere broer van Edouard Gregoir, die ook al in de muziek belandde. Joseph Gregoir was getrouwd met Emilie Gadsden.
Zijn eerste lessen ontving hij vermoedelijk van zijn vader, een in en om Antwerpen bekende amateurmusicus. Hij kreeg vervolgens opleiding bij Anselm Homans (orgel), Henri Herz (piano) in Parijs en Crétien Rummel in Biebrich. Zijn talent kwam al vroeg aan de oppervlakte, op achtjarige leeftijd zat hij al op het podium om het pianoconcert van Jan Ladislav Dussek uit te voeren. Na zijn studies keerde hij terug naar Antwerpen om enige tijd dirigent te worden van de Koninklijk Schouwburg. Daarna trok hij naar Brussel, vervolgens naar Brugge (pianoleraar aan een Engels klooster) en weer naar Brussel.
Hij concerteerde veelvuldig, maar gaf ook hele dagen pianoles. Zijn droom om aan het Koninklijk Conservatorium Brussel les te mogen geven, werd echter nooit ingewilligd. Hij droeg echter wel de titel "Professeur d’accompagnement" van het Institut musical te Brussel.
Hij was tevens componist. Hij zou ongeveer 200 werken hebben afgeleverd, waaronder werkjes voor piano, die veelal geschikt waren voor de niet al te vergevorderde pianist. Toch maakten Etude moderne de piano, Contes d’autrefois en enkele karakterstukken (La caravane) enige faam. Voor werken in de combinatie piano en cello schakelde hij de beroemde cellist Adrien François Servais (hij had ook een concertreid met deze cellist) in, voor werken met piano en viool Henri Vieuxtemps en Hubert Léonard. Verder zijn noemenswaardig Lauda Sion (motet) en Le gondolier de Venise (opera).
- Biblioteca Nacional de España: XX1290419
- Bibliothèque nationale de France: cb14990164n (data)
- Gemeinsame Normdatei: 117737798
- International Standard Name Identifier: 0000 0001 1947 9064
- Library of Congress Control Number: no2003065595
- MusicBrainz: ccdd44b4-cd8e-4fe9-815f-aa6cd690ed0a
- Nationale Bibliotheek van Tsjechië: mzk2014801448
- Nederlandse Thesaurus van Auteursnamen: 186152736
- SNAC: w62813rp
- Virtual International Authority File: 303157704